# Toteco (1945)
El Toteco fue un buque petrolero mexicano de 6,752 toneladas que fue desguazado en Tampico en 1966.

## Historial
El 5 de febrero de 1916 fue botado como buque petrolero para la Union Oil Co. of California con base en San Francisco y bautizado como Los Ángeles. El 9 de agosto de 1917 fue comisionado a la US Navy y rebautizado como USS Los Angeles. El 17 de enero de 1919 fue reintegrado a sus dueños y en 1941 fue vendido a PEMEX siendo operado por la Mexico Shipping & Trade Co. Inc. (Sieling & Jarvis) con base en Wilmington. En 1945 fue transferido a PEMEX. Fue desguazado en Tampico en 1966.